# Camargue

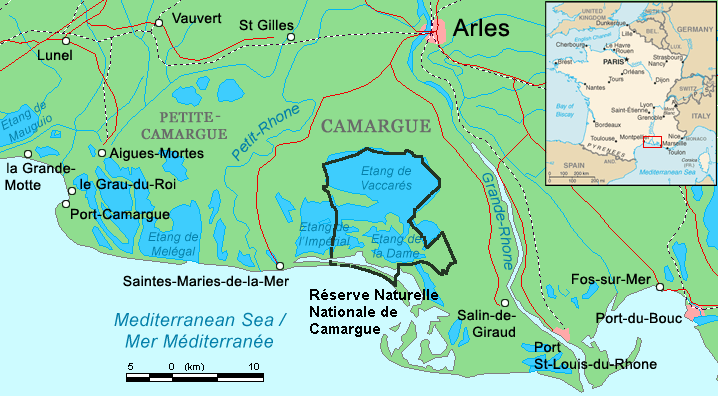
Harta deltei Camargue

Camargue (sau Delta Ronului) este o regiune mlăștinoasă din sudul Franței, care se formează prin despărțirea de la fluviul Ron a mai multor brațe. Suprafața totală este de 145 300 hectare. Este una dintre cele mai bine protejate delte din întreaga lume. Întreaga regiune este, de fapt, inclusă în granițele Parcului Național Camargue, zonă protejată încă din 1970. 

## Geografie
Rezervația acoperă o suprafață de 80 000 hectare, incluzând aici mlaștini, pășuni, păduri, dune de nisip și sărături. Este cea mai mare deltă din Europa Occidentală. Regiunea este celebră pentru vremea aspră, cu peste 300 de zile pe an în care biciuie Mistralul, un vânt rece și uscat care bate dinspre nord-vest peste întreaga Vale a Ronului. O treime din suprafața deltei este strict protejată, accesul oamenilor fiind interzis cu desăvârșire.

## Protecție

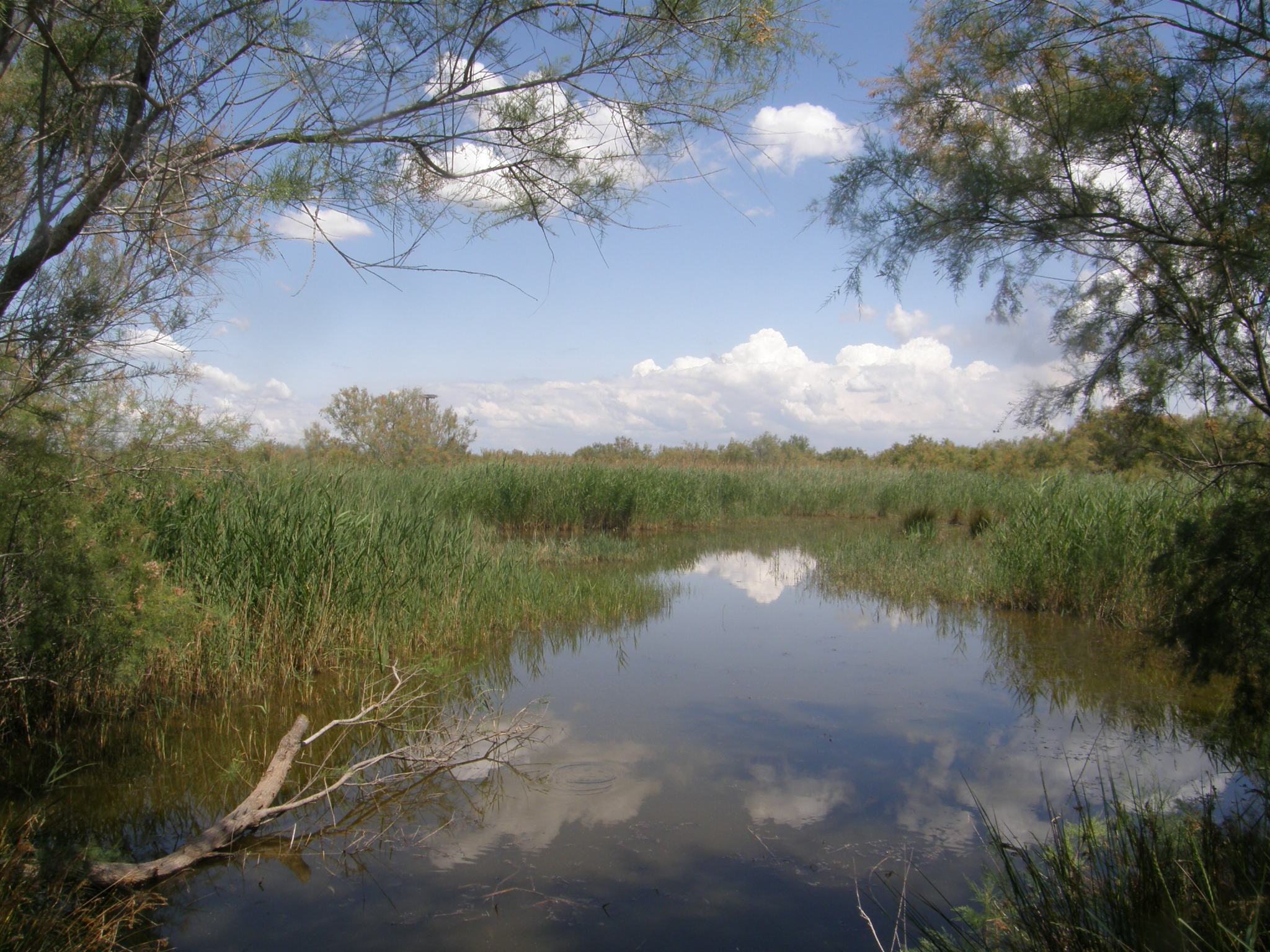
Stufăriș în Camargue

Asprele măsuri au fost luate în scopul salvării și conservării speciilor rare de plante și animale, precum și pentru menținerea ecosistemului local, care este foarte fragil. În restul teritoriului deltei, cu un permis special, sunt acceptate vânătoarea, agricultura și extracția sării. Câmpurile cu sărături sunt situate în sud-estul deltei, sarea fiind recoltată aici încă din perioada dominației romane.

## Biodiversitate
Camargue adăpostește o bogată biodiversitate, cu toate acestea delta este renumită în întreaga lume pentru trei specii: o rasă de tauri negri mai mici și mai supli decât cei pentru corida, frumoșii Cheval Camarguais, o rasă locală de cai albi, alături de cei peste 50 000 de flamingo roz care poposesc în mlaștini în timpul lunilor de vară. Eco și etnoturismul sunt dezvoltate impecabil, în Delta Ronului organizându-se anual Festivalul Camargue prin care se celebrează, cu mare fast, întreaga regiune. În lunile iunie, respectiv noiembrie, are loc Festivalul Cailor din Saintes-Maries-de-la-Mer și Festivalul Taurilor.